# 固噜扎布
固噜扎布（？—1691年），博尔济吉特氏，喀尔喀蒙古车臣汗部人，清朝蒙古王公，硕垒的曾孙，绰斯喜布之孙，丹津之子。
固噜扎布初号额尔德尼台吉。驻牧在克鲁伦河之南鄂罗赖。康熙二十七年（1688年），随母亲达吉纳哈屯归顺清朝，附牧在乌珠穆沁界外哈尔吉勒岱喀喇瀚海。康熙三十年（1691年），参加多伦诺尔会盟，授札萨克一等台吉（车臣汗部右翼后旗），同年去世。其子齐旺班珠尔袭封。